# IZj (motorfietsmerk)
IZj of IZh (Russisch: ИЖ) is een Russisch motorfietsmerk, geproduceerd in Izjevsk door Izjmasj, vanaf 1996 IzjMoto.
De eerste motorfietsen van de Sovjet-Unie werden in 1929 gemaakt in Izjevsk onder de naam IL. De eerste motoren (IL-1) waren gebaseerd op Harley-Davidsons en Indians maar hadden wel een eigen 1200 cc V-twin. De IL-1 ging nooit in productie omdat het ontwerp te lomp was. De typeaanduidingen waren vrij simpel, in 1928 werden de IL-1 t/m 5 gebouwd. De 1 en 2 hadden de eigen V-twin, de 3 had een 750 cc Wanderer-V-twin, de 4 een eigen eencilinder tweetakt en de 5 een 500 cc Neander-blok. Vanaf 1933 werden lichtere tweetaktmodellen gebouwd. Deze waren afgekeken van de DKW L 300.
Massaproductie van motorfietsen begon in 1946 onder de naam IZj. IZj werd in het Westen redelijk bekend als producent van de Jupiter- en Planeta-motorfietsen. De Planeta-modellen werden in 1962 geïntroduceerd, de Jupiter-modellen in 1965. In sommige landen (o.a. Groot-Brittannië) verkocht onder de naam Cossack. IZj werd een van de grootste fabrikanten van motorfietsen in de USSR, voornamelijk gespecialiseerd in middelgrote motorfietsen in de 350 cc klasse.
In 2009, 80 jaar na het begin van de Russische motorfietsproductie, werd de productie gestaakt.
In het Russisch heet de fabriek IZj, maar door foutieve vertalingen uit het Cyrillische schrift lees je ook weleens Ish, Iesch, Isch, IJ of Ug.

## Zie ook

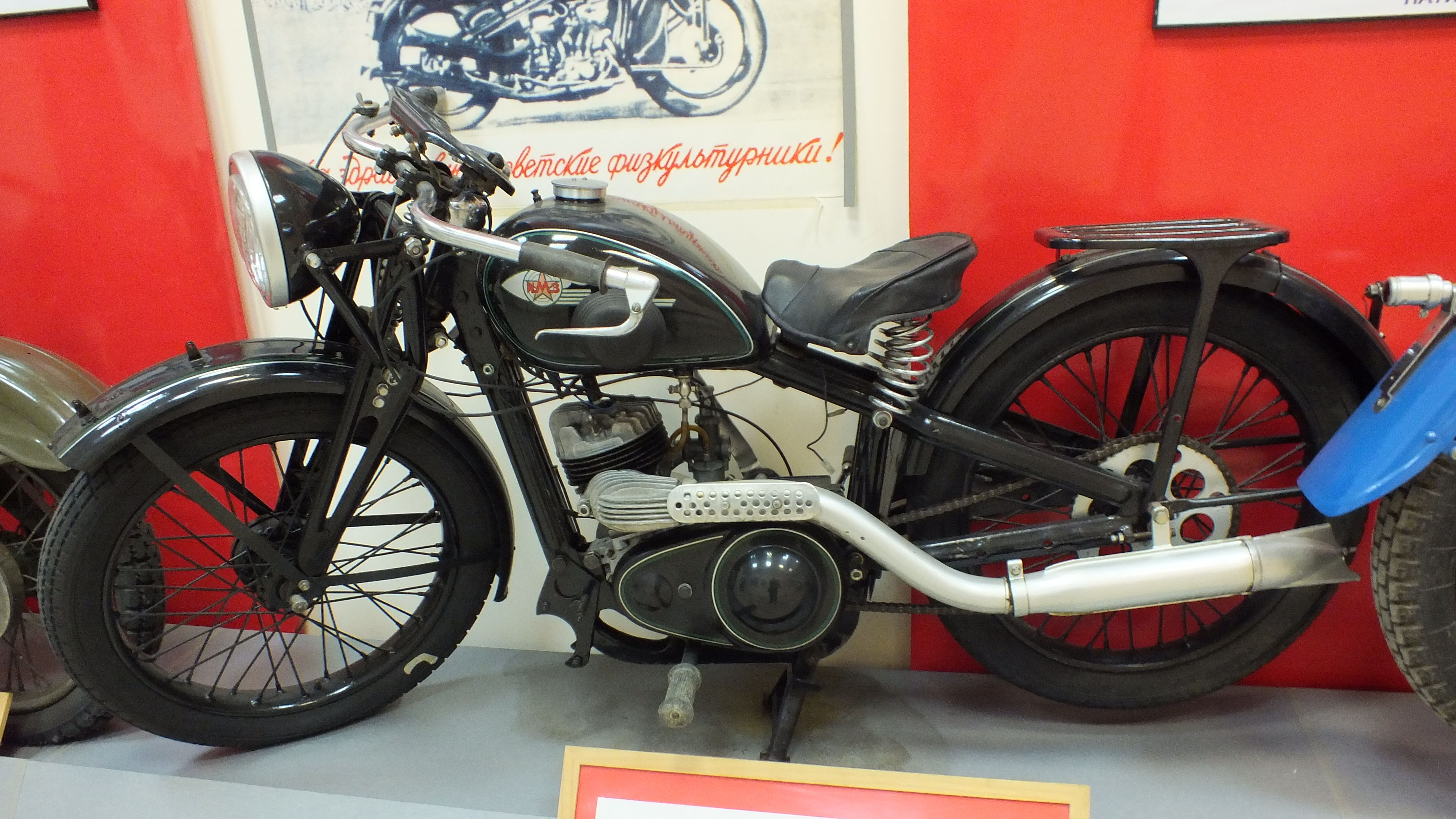
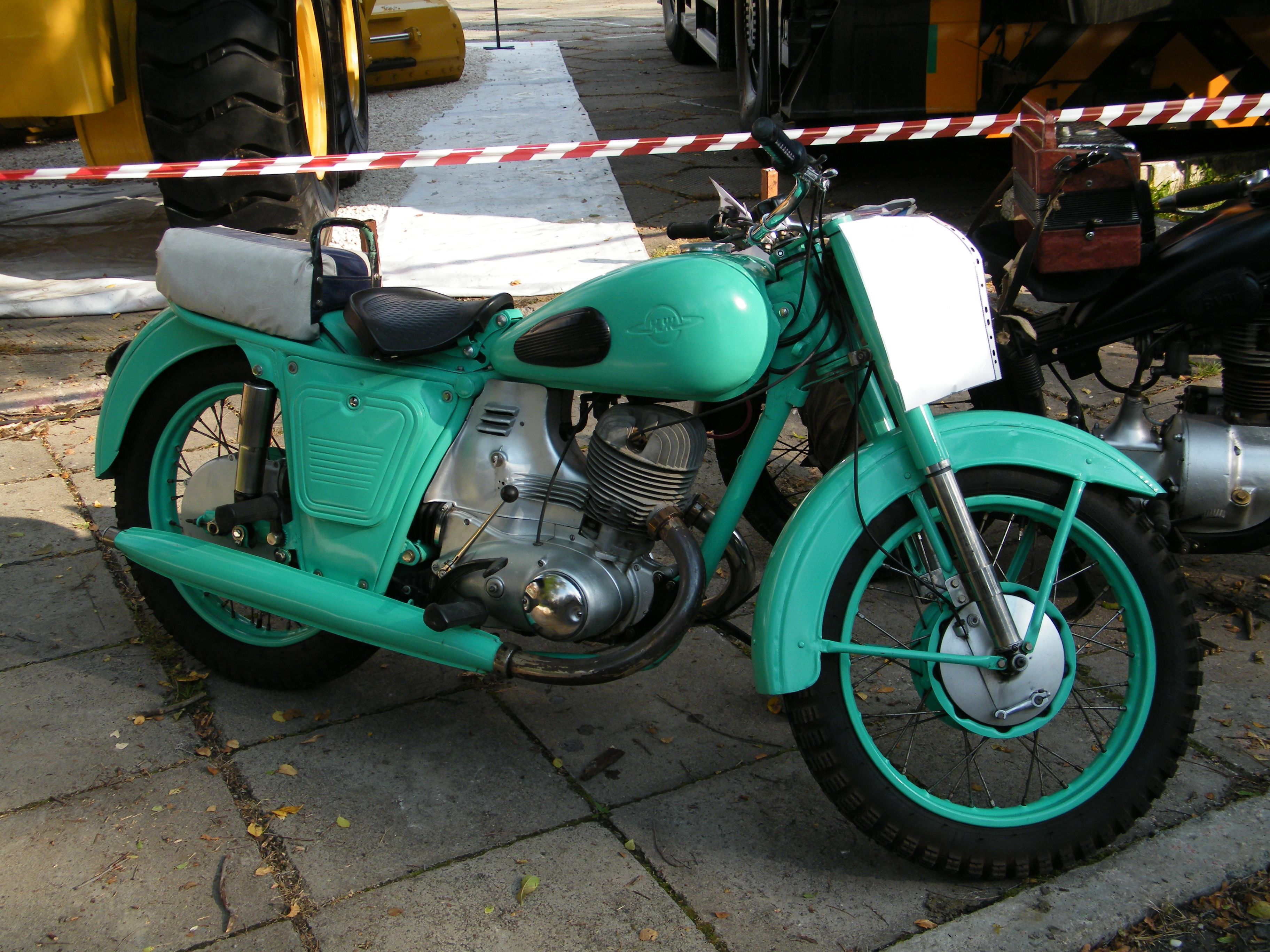
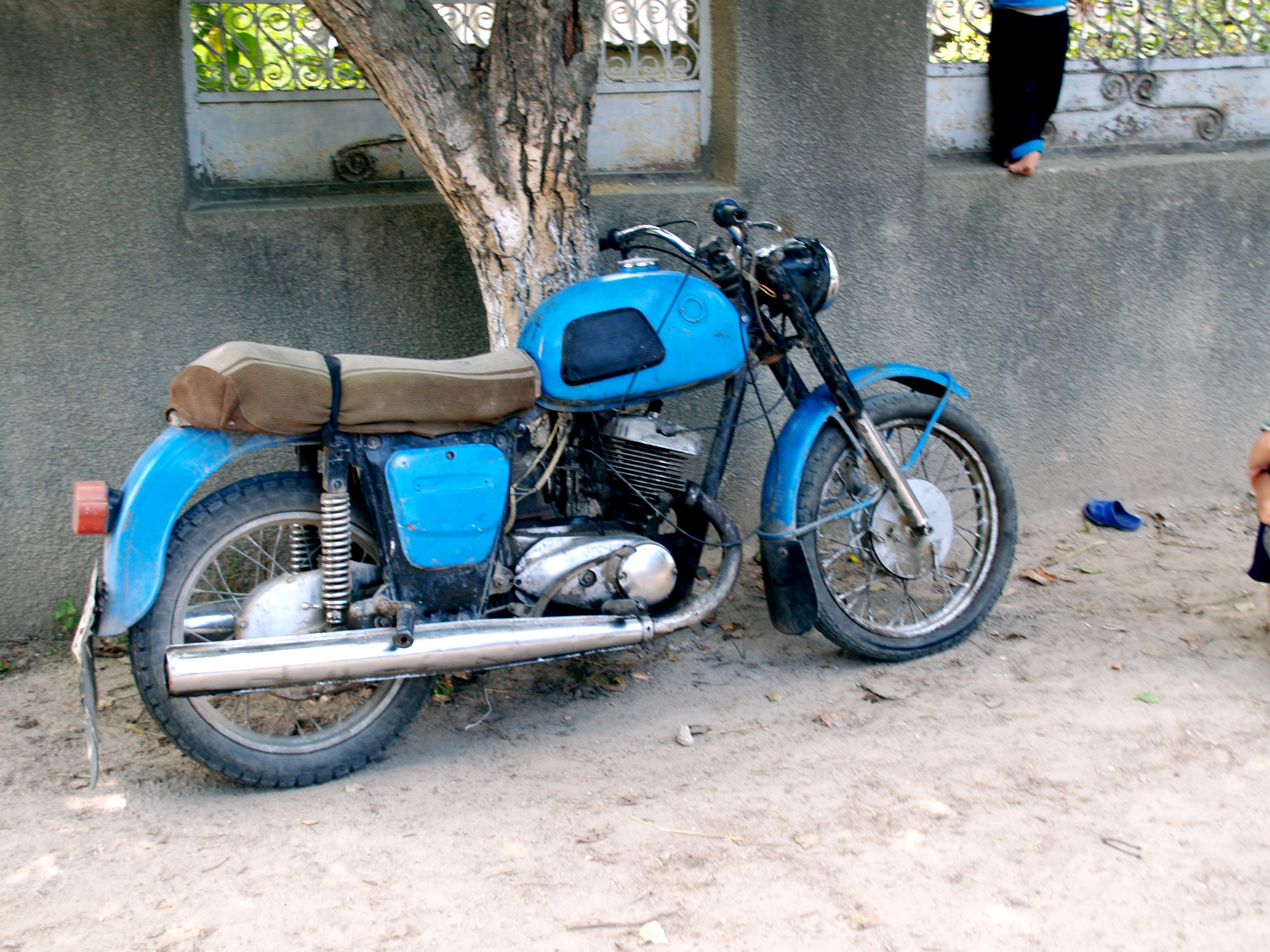
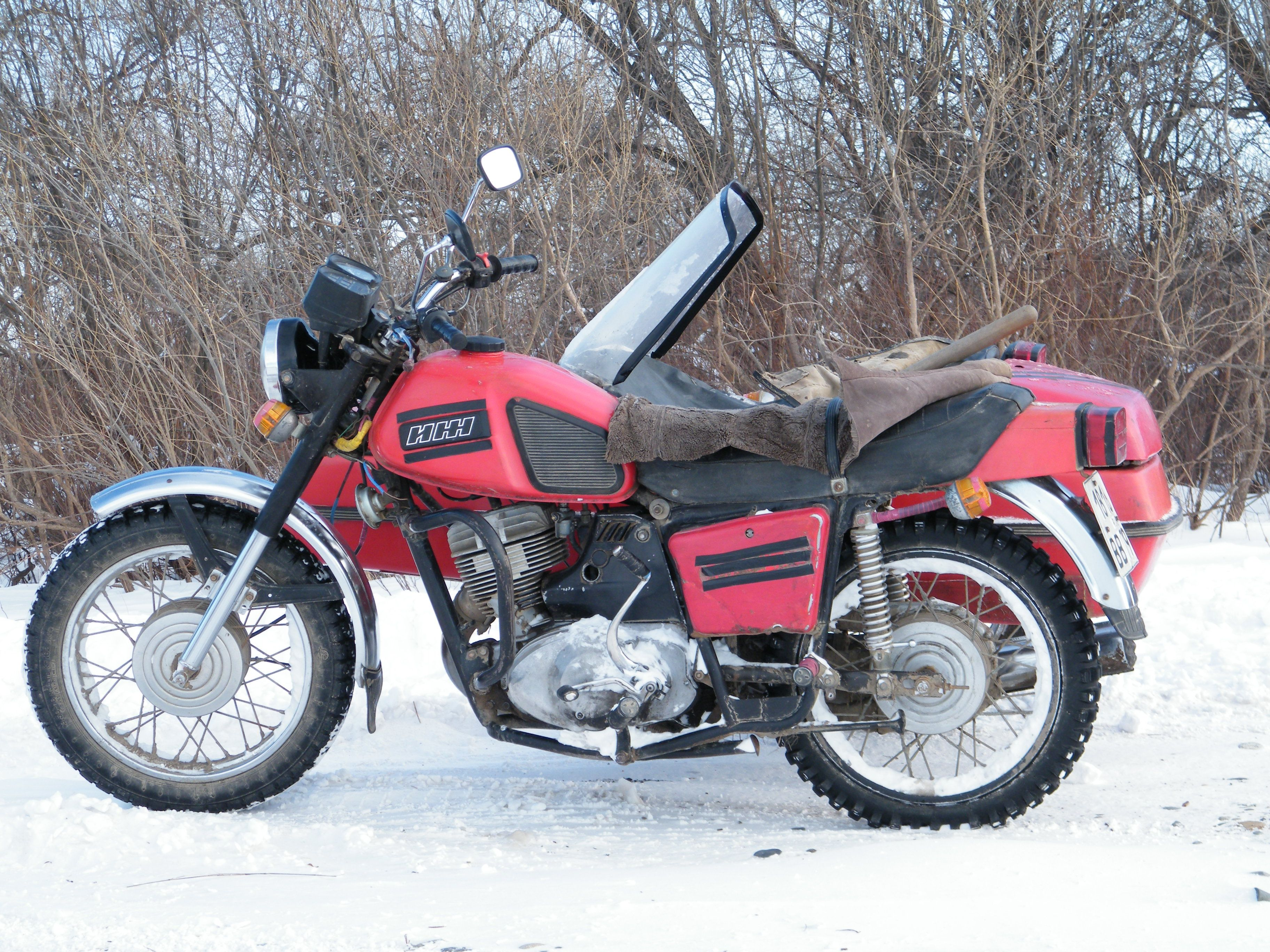
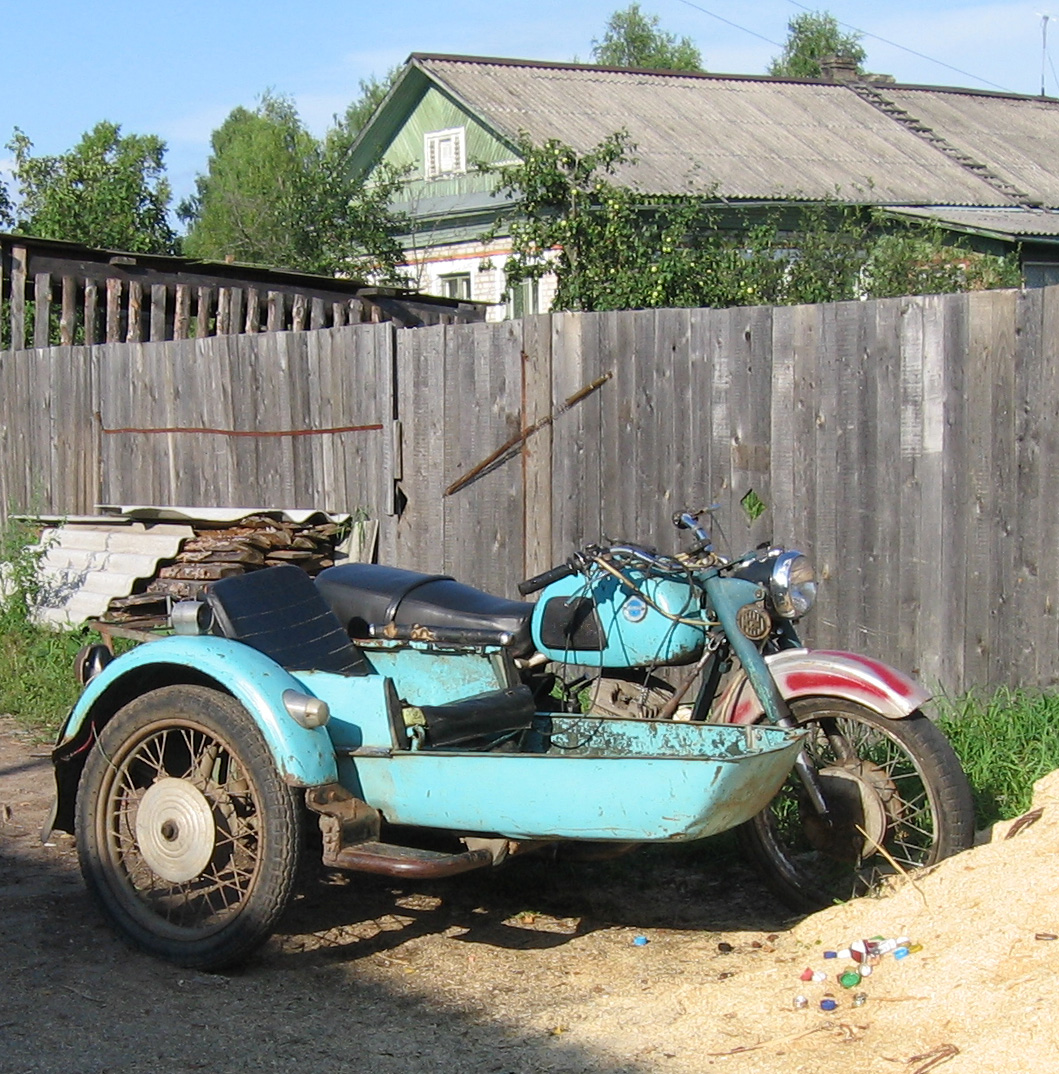
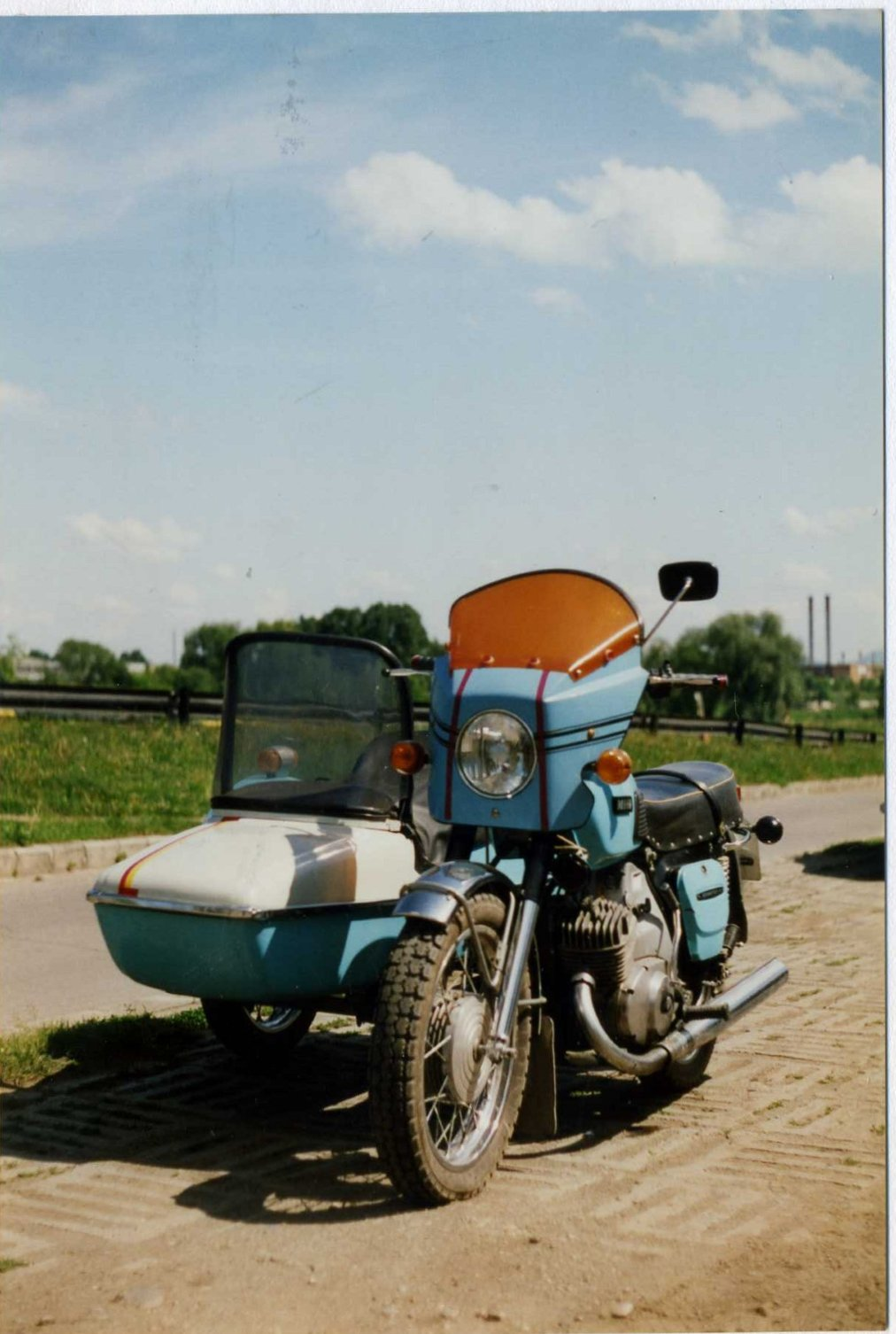
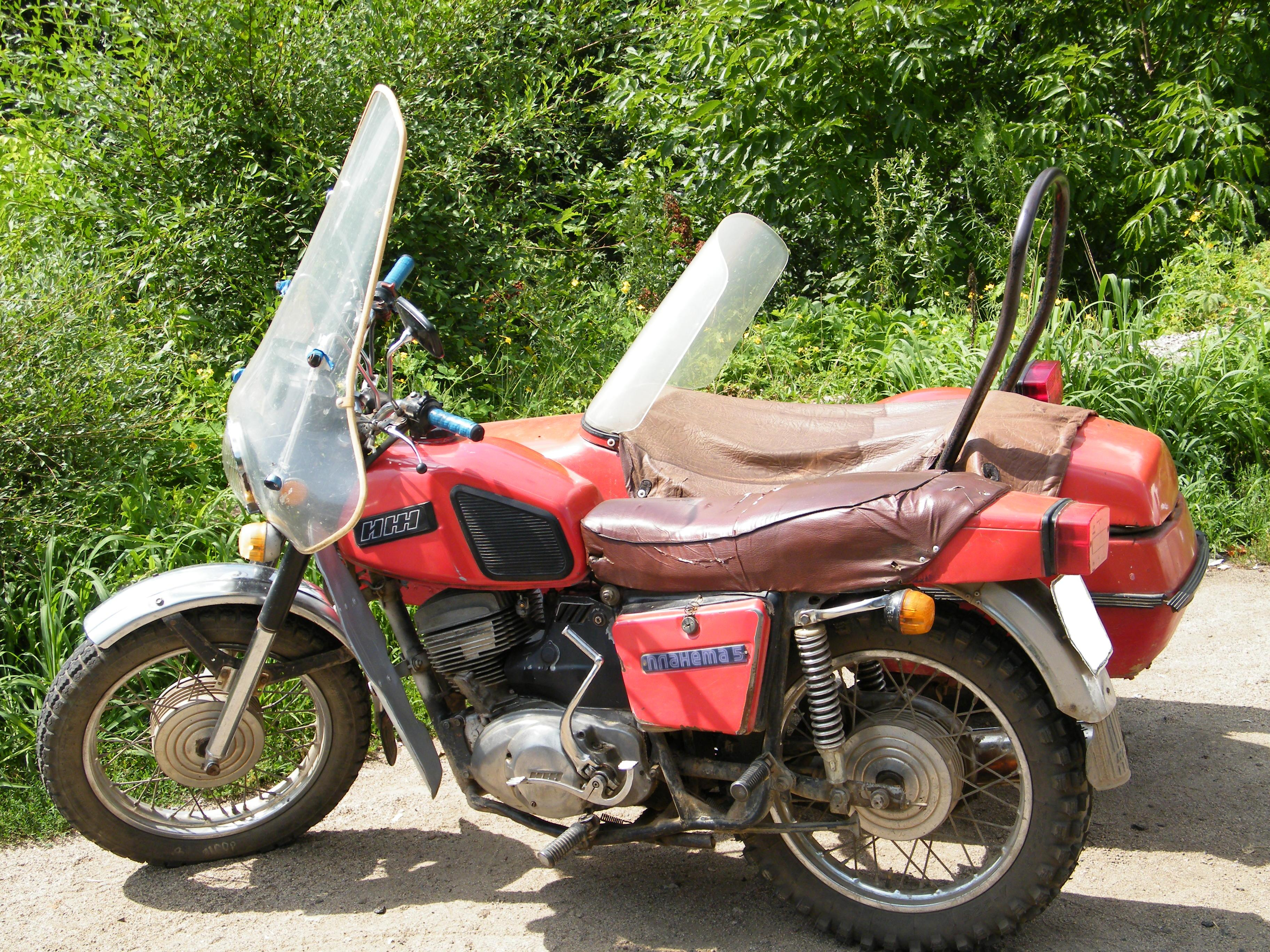